# Palacio de Clagny
El palacio de Clagny es un château desaparecido, ubicado en la ciudad de Versalles, departamento francés de Yvelines en la región de Isla de Francia.

## Historia
Fue encargado para Madame de Montespan, amante y favorita del rey Luis XIV.
Se ubica al noreste del Palacio de Versalles. Los planos iniciales de 1674 son obra del arquitecto Antoine Lepautre, pero se abandonan rápidamente a principios de 1675 debido a la falta de medios.

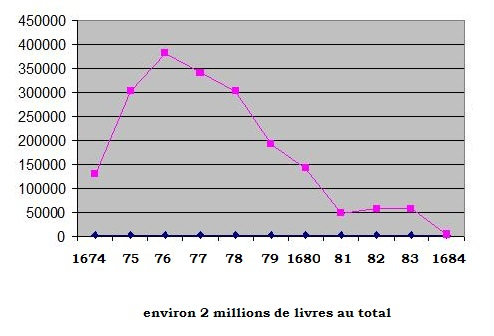
Diagrama de los gastos de construcción de Clagny

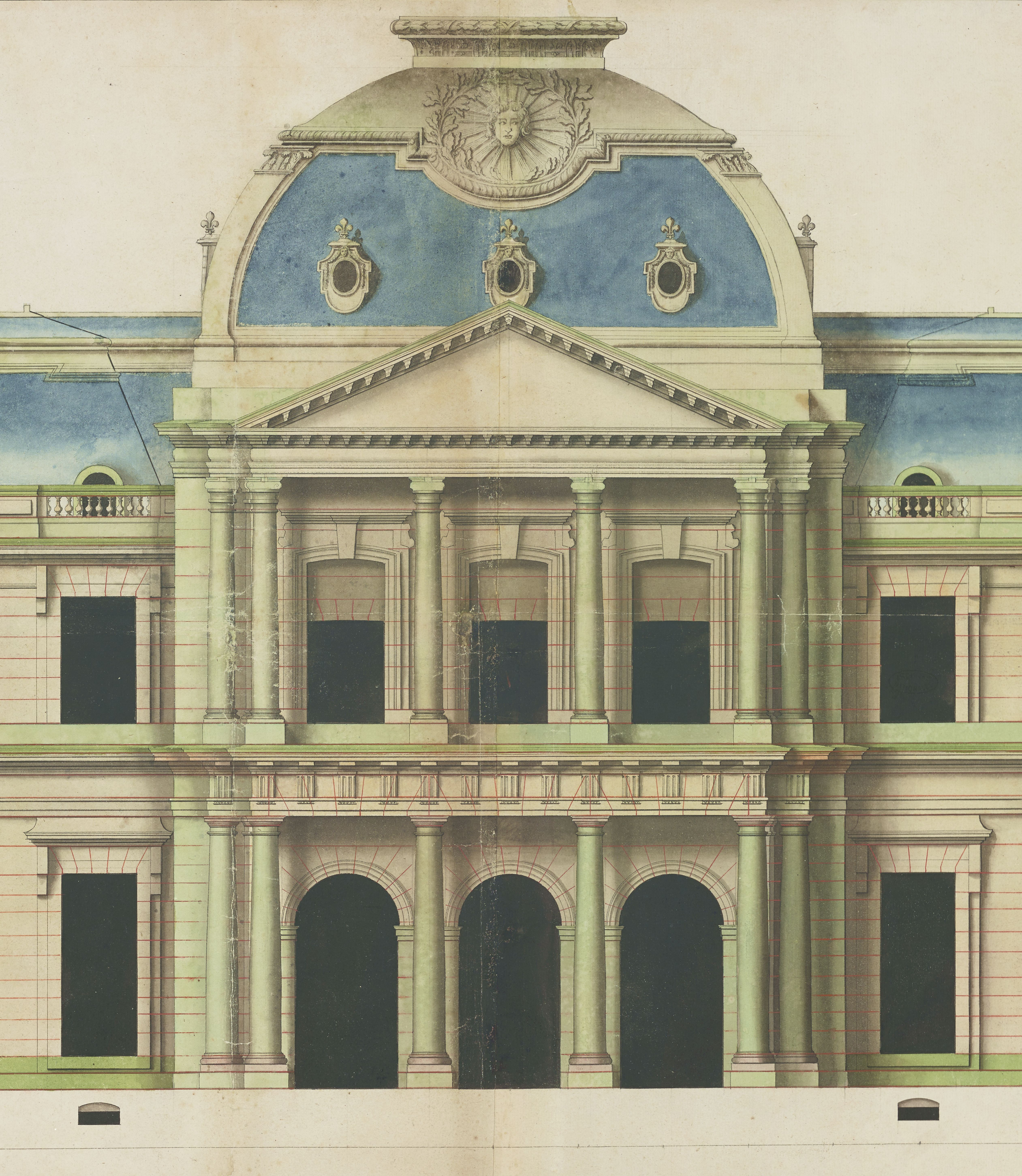
Jules Hardouin-Mansart, alzado del cuerpo central del Château de Clagny, detalle, hacia 1676, Archivos Nacionales.

El proyecto fue entonces confiado al arquitecto Jules Hardouin-Mansart, quien luego firmó su primer gran proyecto a favor del rey y su familia. Rediseñó los planos del castillo y parte de los de los jardines, en colaboración con el jardinero y paisajista André Le Nôtre. El 2 de abril de 1675 se reiniciaron las obras con los primeros pagos a los contratistas. El 7 de junio de 1675 el dominio de Glatigny viene a ampliar el de Clagny.
Aunque las obras estructurales se terminaron en 1680, las de acondicionamiento interior y decoración fueron, a pesar de su buen estado de avance, abandonadas en 1683, por deshonra del favorito.
En enero de 1685, el rey lo donó, mediante cartas patentes, así como 2000 acres de tierra fuera del Grand Parc a Madame de Montespan y sus hijos. A partir de entonces, la marquesa ya no volvió a la finca, y en 1687 el castillo quedó sin amueblar y los jardines se convirtieron en un páramo.
Murió en mayo de 1707, y su hijo mayor, Luis-Augusto de Borbón, duque de Maine, la heredó. Este último residía entonces allí sólo en raras ocasiones, a excepción de una estancia inesperada y forzada con su mujer en 1720, a la vuelta de Sceaux, a raíz de su implicación en la conspiración de Cellamare, que les costó entonces a ambos una pena de prisión.
Siguió siendo frecuentada por la duquesa de Maine, que organizó allí numerosas fiestas y espectáculos hasta el final del reinado del rey Luis XIV, y luego se convirtió en uno de sus muchos lugares de retiro en la década de 1730. En 1734 lanzó una campaña para restaurar la gran galería, que se interrumpió cuando el duque murió dos años después. El estanque, partícipe de la insalubridad del barrio, se llena en 1736. Entonces se consideró un proyecto de redención por parte de la corona, pero la herencia pasó a Louis-Auguste de Bourbon, el hijo mayor de la pareja, hasta su muerte en 1755.
Muerto sin posteridad, su hermano, Louis-Charles, recuperó luego todas sus propiedades y finalmente vendió la propiedad al rey Louis XV en 1766. Para completar su coto de caza y permitir también la expansión de la ciudad hacia el norte, el rey hizo dividir en 1767 gran parte de los jardines del castillo, en particular con la construcción del convento de la reina (actual Hoche alto school ) del arquitecto Richard Mique y por la creación de un nuevo distrito de 18 calles.
En 1768 el castillo, cuyo coste total se estimó originalmente en unas 2.448.000 libras, se encontraba en un estado de deterioro muy avanzado y el Tribunal de Cuentas lo estimó entonces en 650.000 libras para su restauración, ascendiendo a 84.000 libras. Las arcas del estado estaban entonces a media asta y se decidió su demolición por adjudicación de la alguacilazgo de Versalles fechada el 30 de junio de 1769 por la cantidad de 590.000 libras. El adjudicatario se retiró y la demolición se confía al contratista François Delondre por una oferta mucho menor, de 300.000 libras. El espacio así liberado se aprovechó para ampliar el hospital y crear el Boulevard de la Reine. El posterior desarrollo de la estación Versailles-Rive-Droite y la creciente urbanización acabaron por hacer desaparecer los restos del parque.

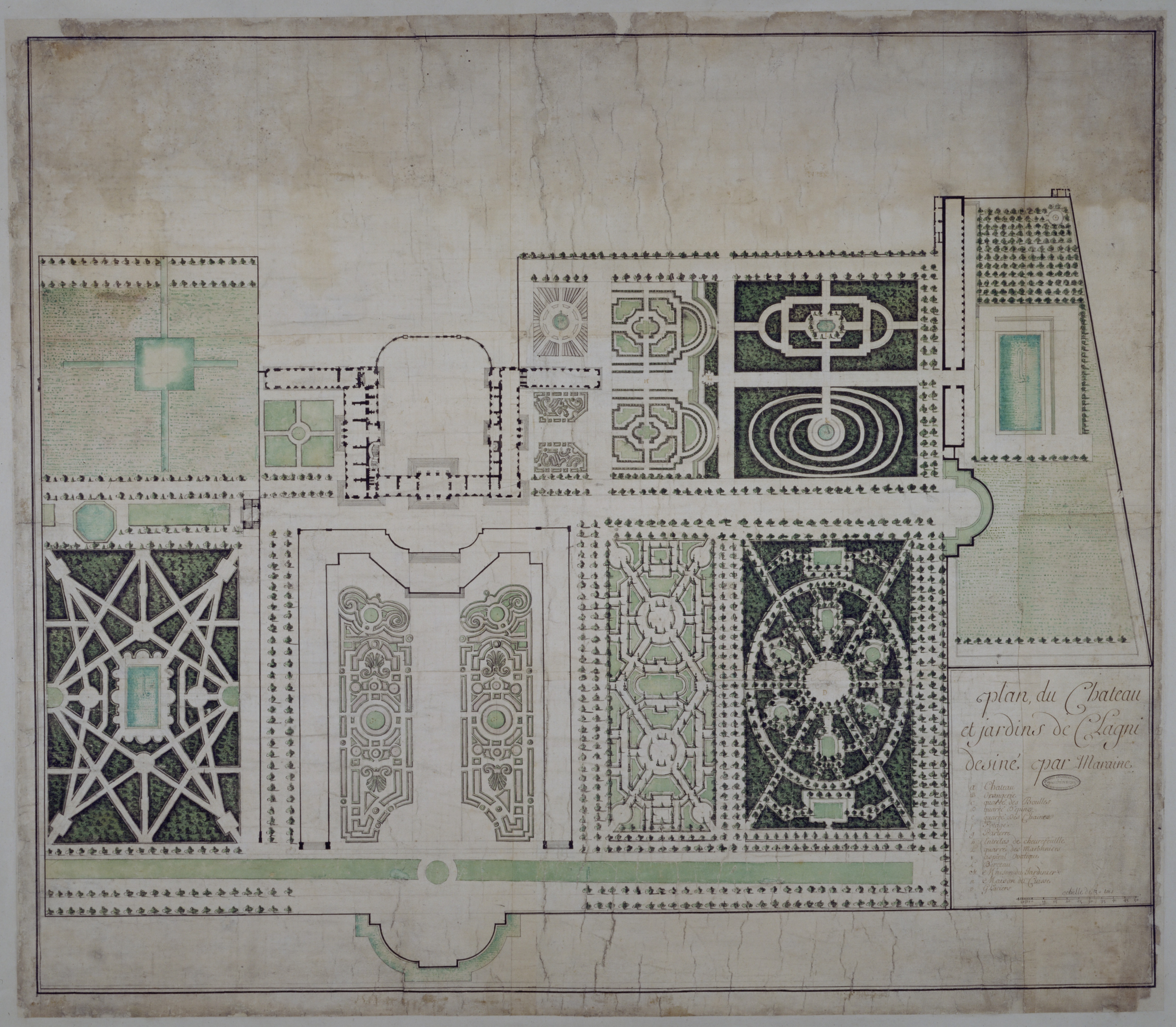
Plano del palacio y jardín de Clagny hacia 1685.
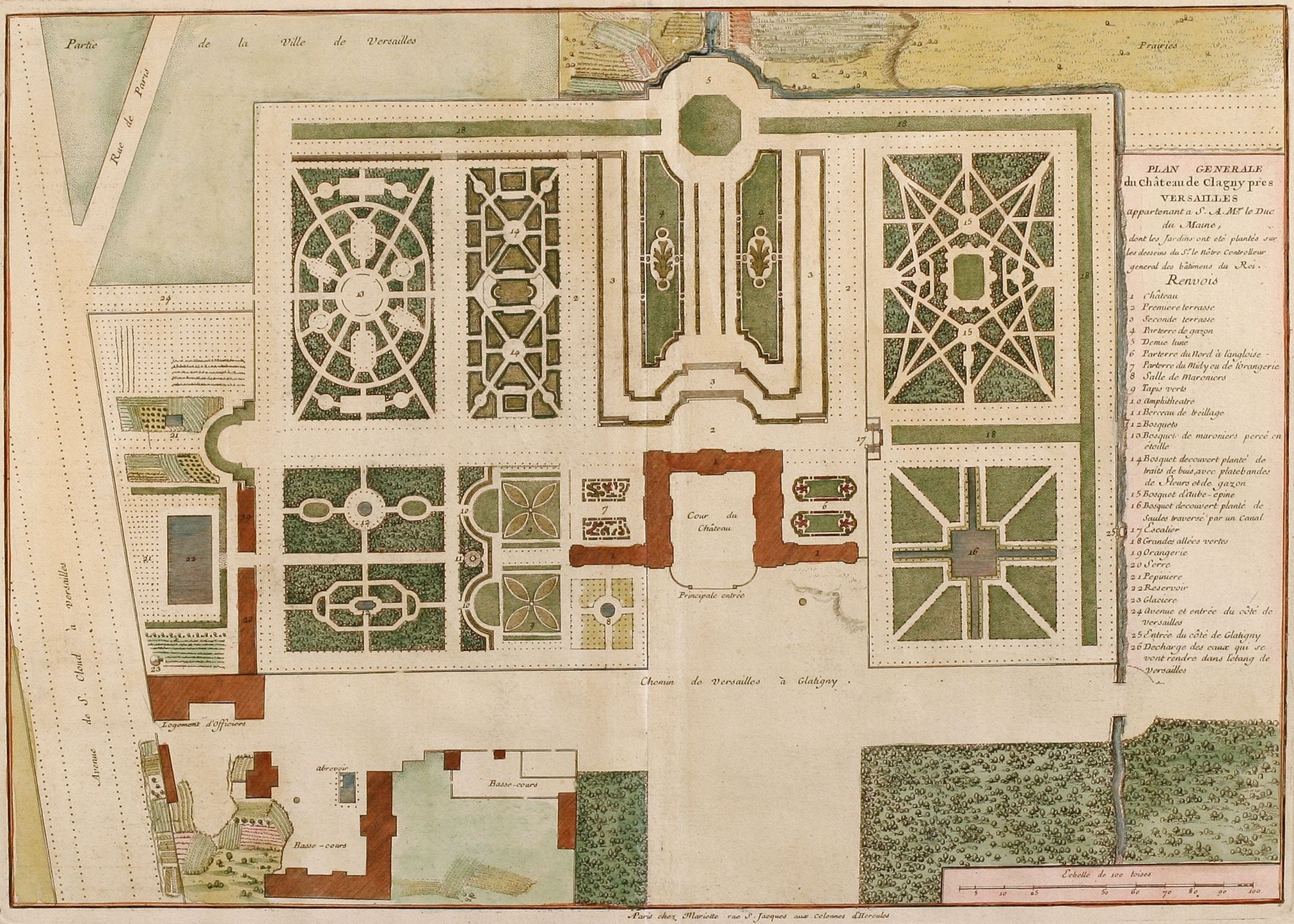
Plano del palacio y jardín de Clagny hacia 1740.
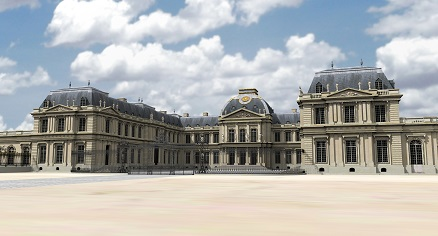
Lado del patio